# Катото, Мари-Антуанетта
Мари-Антуанетта Катото (фр. Marie-Antoinette Katoto; род. 1 ноября 1998, Коломб) — французская футболистка, нападающая клуба «Пари Сен-Жермен» и национальной сборной Франции.

## Клубная карьера
Катото родилась в парижском пригороде Коломб. В местной футбольной секции начала заниматься в семилетнем возрасте, поначалу играла на позиции защитника, за счёт высоких скоростных качеств и умения читать игру вскоре хорошо проявила себя как нападающая. Увлечение футболом Катото привил её отец, тренировавший её до своей смерти, на момент которой Мари-Антуанетте было 10 лет. Также в детстве с ней занимались тренеры Алиуне Диатта и Мохамед Суалем. Последний устроил Катото просмотр в академии «Пари Сен-Жермен», куда она перешла в 2011 году.
В сезоне 2014/15 тренер главной женской команды «Пари Сен-Жермен» Фарид Бенстити стал привлекать Катото к матчам основного состава. Её дебют состоялся 26 апреля 2015 года в полуфинальном матче Лиги чемпионов с «Вольфсбургом». В той игре 16-летняя Мари-Антуанетта вышла на поле на пять минут. Через неделю она дебютировала в чемпионате Франции, проведя на поле весь матч с «Родезом» и забив гол.
В 2016 году тренером «Пари Сен-Жермен» стал Патрис Лэр, который после ухода нескольких ведущих игроков команды решил сделать ставку на молодых воспитанниц клубной академии, которые стали чемпионками Франции среди девушек до 19 лет. Лэр отмечал, что Катото выделялась физической мощью и хорошими техническими качествами, необычными для игрока, которому ещё не исполнилось 18 лет. Хотя в сезоне 2016/17 Мари-Антуанетта стала игроком основного состава парижской команды и стала регулярно забивать, из-за травм она приняла участие всего в десяти матчах сезона. Однако уже в сезоне 2017/18, восстановившись после травм, Катото стала лидером ПСЖ и с 21 забитым голом лучшим бомбардиром чемпионата Франции. Также она помогла команде выиграть Кубок Франции, забив в финале победный гол в ворота «Лиона».
Дважды, в сезонах 2017/18 и 2018/19, Катото признавали лучшим молодым игроком женского чемпионата Франции. Она становилась лучшим бомбардиром в 2019 (22 гола) и 2020 (16 голов) годах. Дважды, в 2015 и 2017 годах, участвовала в финалах Лиги чемпионов. В сезоне 2020/21 женская команда «Пари Сен-Жермен» впервые стала чемпионом Франции, обойдя «Лион», футболистки которого побеждали в чемпионате на протяжении четырнадцати лет подряд. Катото стала одним из творцов этой победы, забив 21 гол, в том числе победный гол в ворота «Лиона» в личной встрече команд. Лэр отмечал, что за последние годы Мари-Антуанетта сильно прибавила в стабильности и стала одним из лидеров коллектива.
В сезоне 2021/22 Катото вновь стала лучшим бомбардирам чемпионата Франции с 18 забитыми голами, а также впервые в карьере была признана лучшим игроком чемпионата. В феврале 2022 года она стала лучшим бомбардиром в истории женской команды ПСЖ, забив 132 гол за клуб. Летом того же года Мари-Антуанетта заключала с парижанами новый контракт до лета 2025 года.

## Сборная
Катото выступала за сборные Франции среди девушек различных возрастных категорий, от 16 лет до 23 лет. В 2016 году она выступила в составе команды до 19 лет на чемпионате Европы. Она помогла Франции выиграть турнир и стала его лучшим бомбардиром с шестью забитыми голами (в том числе забила один из голов в финале). Катото была назначена капитаном сборной Франции на чемпионат мира среди девушек до 20 лет в 2018 году. На турнире она не отметилась забитыми голами и перед решающими матчами плей-офф потеряла место в основном составе. Её команда в итоге уступила англичанкам в матче за третье место.
За взрослую сборную Франции Катото дебютировала 10 ноября 2018 года в товарищеской встрече с бразильянками. 19 января 2019 года она забила свой первый гол за сборную в победном матче с командой США. Тренер Корин Дьякр однако раскритиковала игру Мари-Антуанетты, отметив, что та при наличии таланта не проявляет себя на 100 %. Перед началом домашнего чемпионата мира 2019 года Дьякр не стала включать Катото в заявку на турнир, несмотря на то, что нападающая стала лучшим бомбардиром чемпионата Франции. Президент Федерации футбола Франции Ноэль Ле Граэ поддержал это решение тренера, заметив, что Катото не хватает стабильности. Французская сборная в итоге выступила неудачно, уступив в четвертьфинале команде Англии.
Позднее Катото смогла закрепиться в основном составе женской сборной Франции. Перед чемпионатом Европы 2022 года она считалась главной звездой сборной. Корин Дьякр отмечала её, как «нападающую номер один в команде». В первом матче турнира Мари-Антуанетта поучаствовала в разгроме итальянской сборной со счётом 5:1, забив один из голов и отдав голевую передачу. Во втором матче группового турнира со сборной Бельгии уже на 17-й минуте она получила серьёзную травму, разрыв передней крестообразной связки колена, из-за чего выбыла из строя на срок от шести до восьми месяцев и пропустила оставшиеся матчи чемпионата Европы. Без Катото сборная Франции дошла до полуфинала турнира, где уступила немецкой сборной.

## Достижения
Командные
- Чемпионка Франции: 2020/21
- Обладательница Кубка Франции (3): 2017/18, 2021/22, 2023/24
- Финалистка Лиги чемпионов УЕФА (2): 2014/15, 2016/17
- Серебряный призёр чемпионата Франции (6): 2014/15, 2015/16, 2017/18, 2018/19, 2021/22, 2023/24
- Финалистка Кубка Франции (2): 2016/17, 2019/20

- Победительница чемпионата Европы среди девушек до 19 лет: 2016

Личные
- Лучший бомбардир чемпионата Франции (3): 2018/19, 2019/20, 2021/22
- Лучший бомбардир футбольного турнира Олимпийских игр: 2024

## Статистика
| Выступление      | Выступление      | Выступление      | Чемпионат | Чемпионат | Кубки | Кубки | Еврокубки | Еврокубки | Итого | Итого |
| Клуб             | Лига             | Сезон            | Игры      | Голы      | Игры  | Голы  | Игры      | Голы      | Игры  | Голы  |
| ---------------- | ---------------- | ---------------- | --------- | --------- | ----- | ----- | --------- | --------- | ----- | ----- |
| Пари Сен-Жермен  | I                | 2014/15          | 2         | 1         | 0     | 0     | 1         | 0         | 3     | 1     |
| Пари Сен-Жермен  | I                | 2015/16          | 7         | 3         | 1     | 0     | 2         | 0         | 10    | 3     |
| Пари Сен-Жермен  | I                | 2016/17          | 7         | 6         | 1     | 1     | 2         | 0         | 10    | 7     |
| Пари Сен-Жермен  | I                | 2017/18          | 21        | 21        | 6     | 5     | —         | —         | 27    | 26    |
| Пари Сен-Жермен  | I                | 2018/19          | 20        | 22        | 3     | 3     | 6         | 5         | 29    | 30    |
| Пари Сен-Жермен  | I                | 2019/20          | 16        | 16        | 5     | 3     | 4         | 5         | 25    | 24    |
| Пари Сен-Жермен  | I                | 2020/21          | 19        | 21        | 1     | 0     | 6         | 4         | 26    | 25    |
| Пари Сен-Жермен  | I                | 2021/22          | 21        | 18        | 5     | 7     | 7         | 7         | 33    | 32    |
| Всего за карьеру | Всего за карьеру | Всего за карьеру | 113       | 108       | 22    | 19    | 28        | 21        | 163   | 148   |